# برينيا باخا
بلدية برينيا باخا (بالإسبانية: Breña Baja) هي بلدية تقع في مقاطعة سانتا كروث دي تينيريفه التابعة لمنطقة جزر الكناري جنوب غرب إسبانيا.

## الديموغرافيا
بلغ عدد سكان بلدية برينيا باخا 5.348 نسمة عام 2011 (وفقاً للمعهد الوطني للإحصاء الإسباني).
| 3.746 | 3.737 | 4.113 | 4.355 | 4.708 | 5.115 | 5.348 |

## أعلام
- هيرنان سانتانا